# サンカムペーン郡
座標: 北緯18度44分43秒 東経99度7分13秒 / 北緯18.74528度 東経99.12028度
サンカムペーン郡（サンカムペーンぐん）はタイ北部・チエンマイ県にある郡（アムプー）である。

## 名称
サンカムペーンとは「城壁の丘陵」と言う意味である。

## 歴史
郡内にあるワット・チエンセーンから出た碑文によれば、1478年ごろワット・チエンセーンが建設されたとある。また、チエンセーンから移住してきた形跡がある。さらに、郡内にはチエンセーンから移住してきたタイ・ヨーン族、タイ・ルー族も多い。
もともと、郡はクウェーン・メーオーンと呼ばれ1902年に建設された。1923年郡はサンカムペーンと改称した。

## 地理
郡はピン川の支流の形成した平地にある。郡内の主な河川はクワン川、プワック川、オーン川などである。郡内にはメー・タクライ国立公園がある。
交通は国道1006号線と国道1014号線・1230号線が東西に平行に通っており、西にチエンマイ東にメーオーン方面と通じる。北に1007号線、南に1147号線が延びており、それぞれ、ドーイサケート、ラムプーン方面と通じる。

## 郡は
郡の主な産業は農業である。主要な農産物はコメ、タバコ、ラッカセイ、ニンニク、アカワケギ、ロンガン、マンゴー、レイシなどが生産されている。
サンカムペーンはシルクの生産である。チエンマイからサンカムペーンへの道路沿いにはタイの民芸品を売る店が多く建ち並ぶ。

## 行政区分
郡は10のタムボンに分かれ、さらにその下位に100の村（ムーバーン）がある。自治体（テーサバーン）があり以下のようになっている。
- テーサバーンタムボン・サンカムペーン・・・タムボン・サンカムペーン、タムボン・チェーチャーンの一部、タムボン・サーイムーンの一部
- テーサバーンタムボン・トンパオ・・・タムボン・トンパオの全体

また郡内には8のタムボン行政体（オンカーンボーリハーンスワンタムボン）がある。なお、以下のタムボンで欠番のタムボンは現在分離してメーオーン郡となっているタムボンである。
1. タムボン・サンカムペーン・・・ตำบลสันกำแพง
2. タムボン・サーイムーン・・・ตำบลทรายมูล
3. タムボン・ローンウワデーン・・・ตำบลร้องวัวแดง
4. タムボン・ブワックカーン・・・ตำบลบวกค้าง
5. タムボン・チェーチャーン・・・ตำบลแช่ช้าง
6. タムボン・オーンタイ・・・ตำบลออนใต้

1. タムボン・メープーカー・・・ตำบลแม่ปูคา
2. タムボン・フワイサーイ・・・ตำบลห้วยทราย
3. タムボン・トンパオ・・・ตำบลต้นเปา
4. タムボン・サンクラーン・・・ตำบลสันกลาง